# VM JAPAN
『VM JAPAN』（ブイエム ジャパン、VANTAGE MASTER - MYSTIC FAR EAST）は日本ファルコムが制作・販売したシミュレーションロールプレイングゲーム（シミュレーションRPG）。後に『富嶽幻遊記』（ふがくげんゆうき）の名でパワーアップキット（PUK）が発売された。

## 概要
2002年6月27日にMicrosoft Windows向けコンピュータゲームとして発売。『VM JAPAN』の「VM」は「VANTAGE MASTER」の略であり、その名の通り『ヴァンテージ・マスター』 (VM) の舞台を、日本をモデルにした架空の国・和国に移した作品となっている。このため作中用語は和風に変更され（例：ネイティアル→幻魔）、マップも日本各地の土地や名勝をモデルにしたものが多い。
同年9月27日にはパワーアップキット『富嶽幻遊記』が発売され、キャラクター追加等の機能拡張が行なわれた。以降のパッケージではPUKを同梱しての販売のみとなっている。
2005年にはライセンス提供により、アスミック・エースエンタテインメントからPlayStation 2向けの移植作品が販売されている。

## ゲームシステム
基本システムは『VM』と同じだが、上述の通り用語は和風に変更されている。基本としては六角形のヘックスからなる戦場（マップ）において、幻魔使い（『VM』のネイティアル・マスター）同士の闘いに勝利する事が目的となる。勝利条件は敵幻魔使いの体力（HP）を0にする、もしくは敵からの降参を受け入れる事。ストーリーモードではこの戦闘の積み重ねによりストーリーが進行していく。
原則として戦闘の開始時から存在するユニットは敵味方1人ずつの幻魔使いのみであり、術数（MP）を消費して属性をもつ幻魔（『VM』のネイティアル）を召喚し、戦局を進めていく。術数は一定時間毎に回復するが、その回復量はマップ上にある魔晶石の占拠数に比例する。術数は幻魔の召喚時だけではなく、召喚後の幻魔の維持、幻魔使いや幻魔が使う術（魔法）の使用でも消費されるため、魔晶石の占拠数は戦局に大きな影響を与える。
シミュレーションRPGではあるが、RPGに多く見られるキャラクターの成長は他のそれと異なる。幻魔使いはストーリーモード・エキスパートモードでは一面クリアするごとに一段ずつレベルアップするようになっており、他では成長しない。幻魔は戦闘マップでの行動でレベルアップするが、そのレベルや経験値（本作では「満足度」）を次のマップに持ち越すことはできない。また、全てのユニットの体力最大値は常に10で固定となっている。他にも、ユニットの向きなどに因って敵に与えるダメージは変動するが、クリティカルヒットの様なランダム要素は一切なく、同一条件であれば必ず同じ結果が生じる。このような仕様により、詰みへ向けて戦局を動かす将棋などの様なボードゲームにゲーム性は近い。

### モード
Scenario Mode
ストーリーに沿ったマップをクリアするモード。難易度はビギナーからハードまでの四段階で、使用できる幻魔使いに制限がある。全6幕、40面。ステージを進めることで、幻魔使いはレベルアップし、使用できる幻魔・術が増える。PUK版ではマップ構成およびクリア後に取得できる幻魔・術が変更されているが、対戦相手は通常版と同じである。また、PS2版ではオリジナルキャラとのイベントバトルが追加された。
Expert Mode
通常版ではシナリオモードをクリアすることでプレイできる（PUK版では最初からプレイできる）。シナリオモードと同様、登場するマップを順番にクリアしていくシステムで、使用できる幻魔使いもシナリオモードと同じ。始めから全ての幻魔と術が使用でき、マップをクリアするごとに幻魔使いもレベルアップする。プレイヤーに不利なマップが多く、難易度は高い。全2幕、12面。PUK版ではマップが一新されただけでなく、相手の幻魔使いも変更され、PUK追加キャラとの戦いがメインとなっている。
Free Mode
『VM』と同様に、好きなマップで、好きな幻魔使いを使用して好きな相手と戦えるモード。1台のパソコンでの対戦も出来る。幻魔使いのレベルや使用できる幻魔・術も設定できるので、ハンデをつけて対戦することもできる。「蝦夷」はこのモードでプレイできる。初期の使用可能な幻魔使いはシナリオモードと同じだが、条件を満たすことで使用可能な幻魔使いが増える。PUK版は最初から隠しキャラ以外、全ての幻魔使いでのプレイが可能で、マップもすべて通常版と異なる。
Network Mode
ネットワーク対戦。基本仕様は『VM』と同じ。
村祭り
「華緒数応打」と「闇凧」の二つのミニゲームがあり、通常版ではシナリオモードをクリアした後にプレイ可能となる（PUK版では最初からプレイできる）。前者はいわゆるリバーシ。勝ち続けることが基本だが、わざと負けなければならない相手もいる。勝つ（またはわざと負ける）とそのキャラの対戦相手のマスコットを入手でき、次の対戦相手と戦うことができる。また、通常版ではある対戦相手に勝利することでフリーモードなどで使用可能になる幻魔使いがいる。「闇凧」はシューティングゲームで、特定の点数を超えるごとにCGを入手できる。通常版の場合、一定の点を越えることで、ある幻魔使いの使用が可能になる。
Tournament Mode
PUK版で追加されたモードで、「霊峰富嶽」を舞台にしたトーナメント戦。難易度はイージーからハードまでの三段階。対等な条件で構成されたマップで構成され、最初から数体の幻魔が召喚されている。PUK版の隠しキャラ以外の幻魔使いはすべて最初から使用できる（隠しキャラはこのモードで条件を満たすことで使用可能になる）。最初から全ての幻魔と術が使用できる。プレイヤーのレベルは30で固定されている。

## ストーリー
和国では長い戦乱が終わり、幕府による統治が始まった。しかし、慶明12年、巨大な隕石が大和の都を直撃し、多数の犠牲者を出した。犠牲者の中には幕府を開いた初代将軍もおり、幕府の権威は大いに失墜する。また、隕石の落下は龍脈を乱れさせ、和国各地に異常気象や砂漠化などの天変地異をも引き起こし、和国は再び混乱の坩堝に投げ込まれた。人々はこの隕石の直撃を「星落とし」と呼び、恐れた。
そうした背景の下、八人の幻魔使いがそれぞれの目的から「星落とし」の真相に迫ることになる。

## 登場キャラクター

### 幻魔使い
以下のキャラクターを幻魔使いとして使用することができる。見出しには職業を、その後の丸括弧にはデフォルト名を書いている。PS2版で声が追加されたキャラについてはその丸括弧のあとに声優を掲載する。なお、「防御力」と書いているものは物理・術防御力両方を指し、どちらかのみの場合はそれぞれ明記している（幻魔の項も同じ）。
声はPS2版の声優を記載する。

#### プレイヤーキャラクター
シナリオモードで使用出来るキャラクター。村祭りを除き、全てのモードで最初から使用可能。
神楽（ヒミカ）
声：夏樹リオ
術力・術防御力に優れ、豊富な専用術を持つ反面、攻撃力と物理防御力が低く、移動力や素早さも低め。
シナリオモードでは大和神殿に所属する神楽巫女であり、出奔した姉弟子を探している。一見内気そうだが、芯が強く自分に厳しい。VMJapanの主人公的なキャラクターである。
術力が高いので、その場召喚を繰り返して幻魔の質と量で圧倒する戦法が適している。VMJapanは幻魔使いごとの術力の差が大きいので、術力の高いヒミカはいわゆる強キャラである。
防御力が低いので、遠距離攻撃を持った幻魔に直接狙われやすい。そのため前に出ることがないので、専用術が豊富だがスイダシニュウドウやキュウビは使う機会がない。
剣士（モモスケ）
声：野島裕史
攻撃力・物理防御力が高く、素早さも高めだが、術力と術防御力がやや低い。
妖刀柘榴と共に旅をする剣士。養父の仇である外法使いを探す旅を続けている。その一方で女好きで、各地でナンパしている。
海の民（シュレン）
声：幡宮かのこ
移動力・素早さに優れ、攻撃範囲も広いが、術力や防御力が低い。
和国本土から離れた小島の住民で、海の異変の理由を探るために島の代表として本土にやってきた。ナイーブで純情だが、やや天然ボケ気味のところもある。
移動力が6もあって遠距離攻撃を持つ、前作のシーフにあたるキャラ。今作では速さが高くないこと、遠距離攻撃の射程が微妙に短いことなどからあまり強くない。水中で6マスも移動できるので、一部のマップでは非常に快適。
学者（ロレンソ）
声：浪川大輔
攻撃力が若干低めだが、その他は平均以上のバランス型。専用術も攻守ともにそろっている。
異国から使節団としてやってきた学者で、和国人とのハーフ。ある同国人を追っている。
忍び（ロクロウ）
声：諏訪部順一
最高クラスの移動力と素早さを持ち、攻撃力・防御力・射程範囲もそこそこあるが、術力は最低。広範囲のキャラを毒に侵す術をもつ。
優秀な忍びだったが、とある事情により抜け忍となり、さまざまな者に雇われて日銭を稼いでいる。シナリオモードでは降伏しない。
姫（キクカ）
声：林美穂
能力的にはいたって平凡だが、全ての味方幻魔のステータスを一時的に上昇させる術を持つ。
水戸藩主の娘だが、お城暮らしに飽きて物見遊山の旅に出る。まだまだ子どもだが、子ども扱いされると激怒する。「華道6段 茶道4段 薙刀道1段 算盤2級 合せて11段と2級」の腕前。
専用術のイクサヒメは味方幻魔全員の全てのステータスを4上昇させる。このイクサヒメは強力無比で、中盤戦線が拮抗した状態で使用することで、相手の隙の計算を狂わせつつ一気に優勢に立つことが出来る。
キクカ本人のステータスも平均的で弱点がないため、強キャラの1人である。
入道（タクワン）
声：植木亨
攻撃力・射程範囲は最高級。防御力や素早さにも優れるが、術力は最低ランク。
酒や女が大好きで傍若無人な破戒僧。その一方で、幼い頃の悲惨な経験から何が大切かを知る人物でもある。
高い攻撃力かつ仰角大の遠距離攻撃で戦う、前作のサベージにあたるキャラ。自分自身を高火力なワイルドカードの幻魔として使用できるので、幻魔とともに攻撃する独特な戦い方になる。
移動力が4になっているので、あまり速攻には向かなくなっている。
法師（セツハ）
声：岸尾大輔
移動力は低めだが飛行能力を持つため、移動時に地形の制限を受けない。術力も高めだが、素早さと攻撃力が低い。専用術は攻守共に高性能。
大陸からやってきた若き学僧で、「星落とし」の調査のために和国を訪れる。真面目だが、人生の機微には疎い。幻魔を召喚するための道具である幻灯器の収集が趣味で、その話を始めると止まらなくなる。常に霊獣のチュウチュウと共に旅をする。

#### サブキャラクター
シナリオモードでは敵として登場し、通常版では条件を満たす事によってフリーモードでの使用が可能となる。PUK版では始めから使用が可能となっている。
くノ一（キリ）
声：皆川純子
素早さ・移動力に優れるが、守備力が低い。スピード型の幻魔使いの中では術力は高い方で、広範囲を毒に侵す術と体力回復術を持つ。
優秀な御庭番衆で、プレイヤーキャラを大和神殿・出雲神殿まで案内する。一方で、「星落とし」にも何らかの関わりがある。シナリオモードでは降伏しない。
巫女（かんなぎ）（ハズキ）
声：折笠富美子
移動力はトップクラスだが、術力と素早さが並でその他の能力は低い。攻撃には術封じの効果がある。
出雲神殿の巫女で、プレイヤーである幻魔使いが第二の「星落とし」を阻止する存在であるという神託を受ける。性格は天然ボケ、かつ食いしん坊。シナリオモードの第4・5幕とエキスパート、フリーモードの案内人もつとめる。シナリオモードでは彼女と戦うことはない。
黒巫女（ムウ）
術力はトップクラスで、射程範囲の広い専用術や毎ターン1ポイントずつ体力を回復する自然治癒能力も持つが、防御力や素早さが低い。
幕府による和国統一後に虐殺された「黒巫女衆」の生き残りで、「星落とし」の張本人。同じ村で育ったキリや同門のヒミカとは姉妹のような関係。シナリオモードでは降伏しない。
陰陽師（シャダイ）
声：内野一
多彩な術と高めの移動力・飛行能力が特徴で、術力も平均以上。
ムウを信奉する外法使い。公家のような言い回し・風体が特徴だが、常に人を小バカにし、卑劣な手を好む。モモスケの養父・テッサイを卑怯な手で殺害した。
大名（ガモン）
声：立花十四朗
高い攻撃力と防御力、さらに全キャラ最大の攻撃範囲を持つ（ただし、起伏の多い地形ではその範囲が縮まる）。反面、術力は最低ランクである。
織田信長をモデルにしたキャラ。幕府を倒し、和国を変革することを目指している。そのために「星落とし」の力を求める。
司祭（メリー・ルー）
多彩な回復術をもつ。攻撃力と術力が高め。
和国侵略を意図した異国の組織の一員として各地で暗躍する。可憐な外見だが、どこで習ったのか、極めていかがわしく荒っぽい日本語を話す。
志士（イサミ）
声：あかがわまき
攻撃力・防御力共に最高で、移動力と素早さにも優れるが、術力は最低レベル。
近藤勇をモデルにしている（ただし女性）ようだが、攻撃時の掛け声は「チェスト（本来、示現流など鹿児島で用いられる言葉）」で通常は土佐弁という不思議なキャラ。出雲神殿の警邏隊長で、竹を割ったようなさっぱりとした性格だが思い込みが激しい。シナリオモードでは降伏しない。
イタコ（ミロク）
術力と術防御力は最高だが、素早さ・移動力・物理攻撃力・物理守備力は最低という極端なステータスを持つ。自然治癒力と飛行能力がある。
無尽蔵の術力とあらゆる念を知ることができることから「千里眼」の異名を持つ大和神殿の長。ヒミカとムウの育ての親。

#### PUK版追加キャラ
PUK版で新たに追加された幻魔使い。開始時より使用可能。
マタギ（マツリ）
能力的には防御力がやや低いぐらいで、後はバランスの取れたものを持つ。豊富な遠距離攻撃が特徴。
熊を追いかけているうちに富嶽に迷い込んだマタギの少女。
力士（ライカ）
攻撃力・防御力・素早さが高く、術力と移動力が低い。
鬼族の血を引く元横綱。角が生えてしまったことを理由に、なぜか角界を追放されてしまった。幻魔使いとして再スタートすべく、富嶽にやってきた。
花忍（チヅル）
忍者系のため素早さ・移動力はトップクラスだが、そのほかの能力は軒並み低い。通常攻撃には相手を毒に侵す効果がある。
派手な服に関西弁と、あまりくノ一らしくない。トーナメント戦の賞金で和国発の幻魔貿易会社を設立することを夢見ている。
御隠居（スケツナ）
術力は高いが、それ以外の能力は低い。ただし、広範囲の敵を硬直させたり、弱体化させる術を習得している。
自称「豊後の呉服屋の隠居」。その正体は前水戸藩主で、キクカの祖父。隠居を契機に出奔し、諸国漫遊している。攻撃や術の中には印籠を用いたものがある。この設定から分かるようにモデルは水戸黄門（徳川光圀）。
ヒミカより術力が1高く防御能力は同程度なので、最強キャラと呼ばれることが多い。専用術も範囲硬直や範囲堕落といった強力なものが揃っている。
ナイトメア（ダルク・ファクト）
攻撃力が高く、飛行能力がある上移動力に優れ、広範囲を攻撃できる専用術も持つが、物理防御力が低い。
『イースシリーズ』からのゲストキャラ。神官の末裔のはずだが、術力は平凡。
村娘（リリア）
術力と素早さは平均以上だが、そのほかの能力は軒並み低い。特に防御関係は最低。自己治癒能力と多くの回復術が特徴。
『イースシリーズ』からのゲストキャラ。アドルを追っているうちに迷い込んだか。
ソーサレス（ドーラ）
術力は高いが、薄着のためか守備力が低い。コストが低く、威力・射程の広い攻撃術が特徴。
『ブランディッシュ』からのゲストキャラ。アレスを追いかけているうちに迷い込んだか。
術力が高めで、消費魔力1で発生型かつ射程の広いブービートラップ、高威力のウラ・エンマを持ち、水中でも移動力が4ある。術力があるので質の高い幻魔を召喚しつつ、術力型のサベージのような戦い方ができる強キャラ。
マジシャン（ピュラー）
魔力が高めで、水陸共に自在に移動できる。防御力がやや低い。
『風の伝説ザナドゥ』からのゲストキャラ。

#### PUK版隠しキャラ
PUK版で一定度の条件を満たす事により使用可能となる。
武神（マサカド）
素早さ・移動力が高く、攻撃力・物理防御力も高めだが、術防御力が低い。攻撃には体力吸収効果があるため、相手に与えたダメージの分、自分の体力を回復できる。
和国を西方からの脅威から守るために自らを幻魔と化した、荒ぶる神。トーナメントモードでは降伏しない。
ウィッチ（メルレット）
術力が高く、防御力が低い。通常攻撃には相手を魅了し、一時寝返らせる効果がある。
トーナメント戦の案内人・ムラサキの正体で、幻魔使い（ネイティアル・マスター）を導く者。お目付け役の黒猫・サンアイと口の悪い蝙蝠・ニーバックを連れている。もともと『VM』に登場していた。トーナメントモードでは降伏しない。

### その他
シナリオモードなどに登場するが、幻魔使いとして使用できないサブキャラクター。
チュウチュウ
セツハと共に行動する霊獣。「チュウ」としかしゃべれないが、セツハとザクロだけは何を言っているか理解できる。基本的に人畜無害だが、なぜかザクロにだけは凶悪な一面を見せる。他方、ハヅキからは「美味しい珍食材」とみなされている。『VM』ではマスターとして使用できたが、今作ではサブキャラ。
ザクロ
モモスケの持つ妖刀。意思を持ち、しゃべることができるが口が悪い。
ドウジ
出雲神殿の長。異国マニアで、異国語（英語）の勉強もしているが、話し言葉が微妙におかしい。「華緒数応打」で対戦できる。
サンジ
公儀隠密だが、キリとは別の派閥に属する。外見や口調とは裏腹に切れ者の忍びである。「華緒数応打」で対戦できる。
スイキョウ
仙人。世の中のことを他人事のように見ているが、ちょっかいを出すのは好きで、「主人公を鍛える」と称して幻魔勝負を仕掛ける。シナリオモードの同キャラ対決は彼が仕組んだものである。「華緒数応打」で対戦できる。
ムラサキ
PUK版のみ登場。霊峰富嶽での戦いの案内人で、その正体はメルレット。

## 幻魔
基本的な特徴・相性は『VM』のネイティアルと同じ。幻魔は『地』の属性をもつ地殻幻魔、『水』の属性をもつ水霊幻魔、『火』の属性をもつ火焔幻魔、『天』の属性を持つ天象幻魔の4種類に分類される。『VM』では移動でも属性が反映されていた。例えば、水のネイティアルは水中での移動を得意とする一方、地上では移動力が半減し、火のネイティアルは水にまったく入れず、天のネイティアルは全て空を飛ぶなどの特徴があったが、今作ではそういった面は薄くなり、以下に述べるように戦闘時の相性のみに反映されている。
属性には「水は火に強く（順属性）、地に弱い（逆属性）」といった相性が存在し、その相性は 地 > 水 > 火 > 天 > 地 と一巡している。水と天の様に互いに強弱のない属性同士（対等属性）や水同士の様に同じ属性（同属性）の場合に優越はないが、同属性の場合は互いに打ち消し合うためダメージが減少する。
幻魔によっては、明るいと能力が上がり暗くなると下がる『昼型』、その逆となる『夜型』の特性を持つものもある。
幻魔は召喚・維持に幻魔使いの術数を消費する他、幻魔が術を使う際にも幻魔使いの術数を消費する（幻魔自体は術数をもたない）。以下の記載は各属性毎にシナリオモードで取得できる順であり、記載順の遅いもの程、召喚・維持・術の使用に必要な術数が増える。なお、「周囲1」とある場合の攻撃範囲は指定したマスとその周囲6ヘックス、「周囲2」とある場合は指定位置と周囲18ヘックスである。

### 地殻幻魔
ククリツヅミ（括鼓）
かかしの姿の幻魔で、正体は後ろの小さな精霊。能力的なバランスが取れており、序盤で唯一水中に入れる地殻幻魔。自分の周囲1マスを巻き込む自爆の術を持つ。召喚に必要な術数が軽いわりに自爆の火力が高いので、術力の低い幻魔使いはククリツヅミを活用するとよい。
デアルマ（達磨）
達磨。昼型。高い移動力と物理防御力、さらに回復術も持つが、攻撃力・素早さ・術防御力が低い。移動力が7ある唯一の幻魔なので、高低差の少ないマップでは魔晶石の占拠に適している。
タマノウテナ（玉台）
埴輪。高い攻撃力と遠距離攻撃、飛行能力が特徴。反面、最低レベルの素早さのため再行動に時間がかかり、魔法防御力も低い。飛行型なので移動を制限されにくく、その広い射程範囲と合わせて水霊幻魔を牽制するのが主な役目である。遠距離攻撃には仰角が付いているため、高台では射程が大きく伸びる。
ヨロズミタマ（万御霊）
茶釜の姿をした幻魔で、正体は茶釜の中に潜む小さなタヌキ。水陸共に自在に行動でき、地殻幻魔の中でもっとも素早い。自然治癒能力と相手を一時弱体化する術を持つ。素早さが高く水陸ともに移動力が6あるので、序盤の魔晶石占拠に適した幻魔である。敵の幻魔を弱体化する術を持っているため、水霊幻魔にとっては天敵である。自然治癒能力があるので、魔晶石上で待機すると素早く回復できる。
クギリオウジョウ（句切往生）
銅鐸の姿の幻魔。術力と術防御力に優れ、広範囲を攻撃できる術を持つが、素早さが低い。VMJapanでは素早さによる隙の増減が緩和されたため、比較的使いやすくなった。トキノオツやオオカナツといった上級水霊幻魔は魔法防御力が低いので、対処するにはタマノウテナよりこちらが適している。魔法攻撃には仰角が付いており、高台では射程が伸びる。
オオミツヌ（大御津濡）
ロボットのような幻魔。攻撃力と物理防御力に優れる一方、素早さと術防御力が低い。味方の硬直状態を回復する術も持つ。水中では移動力が低下してしまうので、ヨロズミタマの方が使い勝手がよい。アコロカムイの逆属性であり、硬直状態を回復する術を持っているので、状況によってはオオミツヌ1体でアコロカムイを封じることが出来る。
ダイダホウシ（大太砲師）
PUK版で追加された幻魔。臼の形をしたホバークラフトに乗る兎。攻撃力・防御力・素早さが高く、遠距離攻撃もできるが、水中でなければ機動力が落ちる。隙の短い遠距離攻撃を持っている点は強力だが、召喚に必要な術数が大きく足回りも悪いので、タマノウテナやクギリオウジョウを増やした方がよい。
イシゴヘンゲ（石戸変化）
夜型。遮光器土偶の姿をした幻魔。飛行能力と自分の周囲1マスのユニットを一時石化する術が特徴。ステータス的には術力と術防御力をのぞいてオオミツヌやダイダホウシにやや劣る。飛行型であることを生かして敵の集団に飛び込み、複数の幻魔を石化して戦列を崩壊させるのが役目である。ただVMJapanの天象幻魔は戦闘能力が高いので、消費した術数分のリターンを取るのは珍しい。

### 水霊幻魔
スイカク（水鶴）
フラスコと鶴を足して二で割ったような幻魔。攻撃力と素早さは高いが防御力が低い。また、水中でなければ移動力が落ちる。毒状態を回復できる唯一の幻魔。レベルアップすると攻撃力が大きく上昇する。
ミドロスイコ（美土呂水虎）
夜型の河童。水陸自在に行動でき、体力回復術も持つ。術力と素早さが高め。
ジャコウダイ（邪興鯛）
PUK版で追加された幻魔。ハリセンを持った鯛。水霊幻魔にもかかわらず水に入れないが、高い攻撃力と移動力を誇る。術封じ状態を回復することができる。召喚に必要な術数のわりに戦闘能力が高いので、地上ではトキノオツの代わりとして使える。
ユキナゴ（雪名残）
昼型。雪女と九尾の狐を足したような姿の幻魔。遠距離攻撃と敵を魅了する術が特徴。水の幻魔だが、水中では移動力が落ちる。魅了は敵の幻魔使いすら操ることが出来る強力な術であり、魅了をちらつかせて牽制するのが主な役目である。
ランテイオウ（蘭亭欧）
河豚の姿をした幻魔。水の中でしか行動できないが、長い攻撃射程を持ち、相手を毒に侵すことができる。毒は受けた相手の順番が回ってくる度に2点のダメージを与える強力な状態異常である。マップに水辺があれば、ランテイオウを1匹召喚しておくだけで、相手の行動を制限することが出来る。
トキノオツ（刻之乙）
亀に乗った舞姫の姿をした幻魔。モチーフは『浦島太郎』の乙姫か。全幻魔の中で最高の素早さや水陸共に自在に移動できる機動力をはじめ、高いレベルでバランスの取れた幻魔（ただし、術防御力のみやや低い）。さらに射程こそ短いが、離れた敵を攻撃する術も持っている。レベルアップすると移動力と素早さがさらに上昇する。
アコロカムイ（阿呼呂神威）
エイの姿の幻魔。水の幻魔で唯一空を飛べ、相手を硬直する術も持つ。相手を短時間であるが硬直させることが出来るので、攻めの起点を作ることが出来る。2マス先の相手を硬直させることが出来るので、イシゴヘンゲより使いやすい。
オオカナツ（大彼津）
巨大な伊勢海老の姿を持つ。高いステータスと自然治癒能力、そして自分の周囲3ヘックス全てを攻撃する術も持つが、陸上での移動は苦手とする。VMJapanではクギリオウジョウだけではなく、ククリツヅミやヨロズミタマなどもオオカナツにダメージを与えることができる。そのため、過去作におけるテンタークのように運用することは難しい。召喚に必要な術数や、範囲魔法の消費術数も増加しているため、オオカナツが最適解となる場面は殆どない。

### 火焔幻魔
レイミョウトウ（霊妙灯）
提灯お化け。基本的な幻魔だが、素早さ以外の能力は高め。味方を一時強化する術を持つ。レベルアップすると防御力と魔法防御力が大きく上昇する。
オトドギュウキ（大臣牛鬼）
牛鬼。PUK版で追加。全幻魔の中でもっとも素早いが、他の能力は低い。水中戦を得意とし、発生型の攻撃術を持っている。水辺の魔晶石占拠に適している。天象幻魔は防御能力が低いので、オトドギュウキでも有効なダメージを与えることができる。
キノオヅノ（麒御角）
昼型。狛犬。攻撃力や遠距離攻撃が魅力。また、術封じ状態を回復することができる。ZOCを無視できる敵の天象幻魔を牽制して、接近させないことが主な役目である。キノオヅノが2体居れば、安定して敵の天象幻魔に対処することができる。
アスラオモテ（阿修羅面）
夜型。輪入道をモチーフとした幻魔。通常攻撃が周囲2の自爆攻撃で、術が周囲1の魔法攻撃という変わった幻魔。ステータスは中級幻魔と思えないほど高い。夜の間の戦闘能力は、マホバフドウとほとんど互角である。ただし魅了されると味方を巻き込んで自爆することになるので、ユキナゴには接近させない方がよい。
タイセイテイクン（大聖帝君）
孫悟空をモチーフとした幻魔。火の幻魔で唯一空を飛べる。能力自体は平凡だが、術封じの特技を持つ。相手の幻魔使いに術封じを使用すると、相手は召喚と術の使用が出来なくなる。そのため敵の幻魔使いに接近させて、行動を制限させることができる。
マホバフドウ（真秀婆不動）
六本の腕を持つ仁王。術は持たないが、水陸共に自在に移動できることと高い攻撃力・物理防御力が特徴。アスラオモテは水中に侵入できないので、水辺があるマップではこちらを使用することになる。水霊幻魔の攻撃を受けても簡単には落ちない防御力があるので、戦線を維持したり押し上げる際に有用。殴り合いしかできない幻魔なので、ヨロズミタマの術を受けると無力化されやすい。
ゴクオウカシャク（獄王呵責）
武装した巨大な骸骨。高い攻撃力と長い射程をほこる術を持つ。過去作のゼノスブリードほどの射程や威力はなく、水中にも入れないので、キノオヅノを増やしたほうがよい。
ヒノオロチ（火巨蛇）
三つ首龍。術力以外の全てのステータスが高い上、極めて広い攻撃範囲を持つが、龍脈と呼ばれる特殊な地形でしか召喚および行動ができない。隙が短く射程の長い範囲攻撃を持つ、強力な火焔幻魔である。

### 天象幻魔
ハスナガミ（蓮神）
蓮の葉を持った童子の姿の幻魔。攻撃力は全幻魔の中でも最低だが、飛行能力と高めの素早さと術防御力を持つ。硬直状態を回復する術を持っている重要な幻魔。しばしば魔晶石確保要員として召喚される。レベルアップすると攻撃力などが大きく上昇する。
ワカツライシ（別雷師）
子どもの雷神。昼型。飛行能力と周囲1を攻撃できる発生型の術を持つ。しばしば魔晶石確保要員として召喚される。ステータスが低いので、低級の地核幻魔程度にしか有効なダメージを与えられない。
ビャクウセン（白羽扇）
PUK版追加幻魔。子どもの天狗。高い攻撃力と発生型の攻撃を持つが、素早さが低い。また、陸上での移動が苦手。発生型の遠距離攻撃を持っているので、地核幻魔を迎撃するような場面で活躍する。レベルアップすると素早さが大きく上昇する。
ヤクシャカイビョウ（夜叉怪猫）
化け猫（正確には猫娘）。攻撃には体力吸収効果があり、相手のステータスを一時下げる術も持つ。地上では地殻幻魔に対する有効な戦力になるが、水中では移動力が低下するので、ヨロズミタマの対処は苦手である。
カイチョウフクセン（回鳥福船）
宝船の形の幻魔。七福神がモチーフ。術力・術防御力以外の能力は低いが、味方の体力を大幅に回復する術と飛行能力を持つ。
ヤトノカクヤ（夜刀香具耶）
夜型。かぐや姫をモチーフとしている。空を飛び、水中にも入れる機動力と遠距離攻撃が魅力。夜の間はステータスがバランスよく高いので強力である。昼の間はビャクウセンやヤクシャカイビョウを使った方がよい。
アマノイクサ（天軍）
女性の侍。飛行能力（水中移動も可）と高いレベルでバランスのとれた能力、味方のステータスを一時上昇させる術を持つが、術防御力が低い。術の有効時間はレイミョウトウより長いが、その分消費術数も多い。術を使用していない状態では、戦闘能力がビャクウセンやヤクシャカイビョウと同程度なので、前線に出る場合は術を使用した方がよい。
ゴウテンショウ（豪天照）
天照大神をモチーフにした幻魔。飛行能力と高い攻撃力・術力、さらに周囲2を攻撃する術を持つが打たれ弱い。敵集団に飛び込んで戦線を崩壊させたり、敵の幻魔使いを直接狙うために使用されることが多い。

### 術法幻魔
他のゲームにおける魔法に相当し、幻魔使いのみが使える。特に記述が無い場合、味方に使用する術の効果は幻魔使いの術力のみに、敵に使用するものやダメージを与えるものは幻魔使いの術力と相手の術防御力の差に比例する。ストーリーモードでは共通の術はストーリーを進めることで少しずつ使えるようになるが、固有の術は始めから全て使える。

#### 全キャラ共通の術
フクノカミ（福神）
恵比寿と大黒をモチーフとした神を召喚する。全ての味方幻魔の体力を1回復させる。
オニビ（鬼火）
戦に斃れた武士の亡霊を召喚する。一定時間、指定した味方ユニットの攻撃力・防御力・術力・素早さを4ポイント上昇させる。ただし、幻魔使いに使用した場合は素早さは上昇せず、術数の回復量は変化しない。
エンマ（閻魔）
冥府の総司を召喚する。指定した敵ユニット一体にダメージを与える。
コガネコヅチ（黄金小槌）
打出の小槌のような精霊を召喚する。一定時間、指定した敵ユニット一体を金に変えて行動不能にする。
アマゴイ（雨恋）
龍を召喚する。一定時間、マップ上の水位を上昇させて地形を変化させる。水辺のマップだけでなく、低地なら水の無いマップでも水場に変えられる。ヒデリで無効化される。
ヒデリ（日照）
龍を召喚する。一定時間、マップ上の水嵩を減少させて地形を変える。その術の性質上、水辺のマップでなければ効果が無い。効果時間内でもアマゴイで打ち消すことができる。
ビャクレン（白蓮）
蓮の精霊を召喚する。指定した味方の金化・凍結・石化を解除できる。
オオスイカク（大水鶴）
PUKで追加された術。山の神とされる巨大なスイカクを召喚する。指定したマスとその周囲1の毒状態を回復できる。

#### 専用術
マガツタマ（勾玉）
触手を持った魔物を召喚する。指定したマスとその周囲1のユニット全てにダメージを与える。
スイダシニュウドウ（吸出入道）
大蛸を召喚する。隣接した敵一体にダメージを与え、それと同じ量の自分の体力を回復させる。
キュウビ（九尾）
九尾の狐を召喚する。隣接した敵一体を魅了し、しばらく寝返らせる。ダメージを受けると魅了状態は解除される。
キライホウ（鬼雷砲）
巨大な鬼を召喚する。幻魔使いの周囲3の全てのユニットにダメージを与える。
ウラ・エンマ（裏・閻魔）
エンマの強化版。射程と威力が強化されている。
ロッポウツルカメ（六方鶴亀）
神の使いとされる三本足のニワトリを召喚する。指定したマスとその周囲1の全てのユニットの体力を回復させる。
ショウキ（瘴鬼）
殻に覆われた魔物を召喚する。指定したマスとその周囲1の全てのユニットにわずかなダメージを与えるのと同時に毒状態にする。毒状態になるとターンが回ってくるごとに2のダメージを受けるうえ、スイカクを召喚するかオオスイカク・ボサツショウの術を使わなければ回復しない。
イクサヒメ（戦姫）
戦乙女を召喚する。一定時間、味方幻魔全ての攻撃力・防御力・術力・素早さを4ポイント上昇させる。
アラハタタ（荒破多々）
風神・雷神を召喚する。プレイヤーも含め、敵味方全てのユニットに1ポイントのダメージを与える。
ボサツショウ（菩薩掌）
仏を召喚する。指定した味方ユニットの体力と状態異常を完全に回復する。
フウジイワ（封岩）
巨大な岩を召喚する。指定したマスとその周囲1の全てのユニットの術をしばらく封じる。幻魔使いが術封じの状態になると召喚もできなくなる。
ゴッドブレス（轟怒舞礼凄）
天使を召喚する。全ての味方幻魔の体力を4ポイント回復する。
ミダレコガネ（乱黄金）
コガネコヅチの強化版。指定したマスとその周囲1の全てのユニットを金化してしばらく行動不能にする。
ホウキボシ（箒星）
正体不明の魔物を召喚する。指定した敵一体にダメージを与える。射程が長く威力も高いが、直線タイプのため障害物が多いと射程が制限される。
ハチヨセ（蜂寄）
巨大な蜂の巣を召喚する。指定した敵一体にダメージを与える。発生型の上、他の術に比べてやや射程が長い。PUKで追加されたマツリの専用術。
インロウシャクリ（印籠酌利）
巨大な印籠を呼び出す。対象と周囲1マスの全てのユニットの攻撃力・防御力・術力・素早さを一時4ポイント下降させる。PUKで追加されたスケツナの専用術。
ワード・オブ・デス
書物（『ファクトの書』か?）に封じられた魔物を召喚する。指定したマスとその周囲1の全てのユニットにダメージを与える。射程はやや長いが、直線タイプのため使いどころが難しい。PUKで追加されたダルク・ファクトの専用術。
ブービー・トラップ
いたずら好きの妖精を召喚する。指定した敵一体にダメージを与える。必要な術数が1と非常に低いわりに発生型のためどのようなマップでも使用できる便利な術。PUKで追加されたドーラの専用術。
ゴッデスイメージ
女神の力を借りる術。指定した味方一体の体力を回復させる。発生型の上に有効射程が非常に長い。PUKで追加されたリリアの専用術。
トオ・スイダシ（遠・吸出）
スイダシニュウドウの射程が延びたもの。PUKで追加されたマサカドの専用術。
トオ・オニビ（遠・鬼火）
オニビの有効射程がさらに延びたもの。PUKで追加されたダルク・ファクトとメルレットの専用術。

## エリア
戦場となる各地の特徴を紹介する。なお、フリーモードでは基本的に全ての地域を戦場として選べるが、一部はゲームを進めないとプレイできない。

### ストーリーモード
東界道
東海道がモデル。全7面。桜に彩られたエリア。最初のエリアのため、通常版では紅（プレイヤー）が有利で蒼（CPU）が不利なマップが多い。PUKでは紅が若干有利という程度の差しかない。すべてのマップで明るさが変動する。
大和畿内
近畿地方がモデル。全7面。星落としの直撃を受けた影響で、細かいチリが空を覆い日光が十分に射さない。そのためどのマップも明るさの変動がなく、常に薄明るい。通常版では紅側（プレイヤー）は魔晶石は多いが低地、蒼側（CPU）は魔晶石は少ないが高地というマップが多い。PUKの地形はほぼ対等。
備雲七州
現実世界の中国地方を中心とした地域。全7面。砂漠化が進行しており、その影響のためか砂に埋もれた仏像や鳥居が転がっている。通常版・PUK共にほぼ対等のマップがほとんど。すべてのマップで明るさが変動する。
紫国冥道
四国と山陽地方の一部がモデル。全7面。一地方の全てをおさめるほど広い洞窟で、多くの旅人が迷った挙句、屍をさらしたことから「冥道」の名がついた。鍾乳洞の内部なので最後の1面以外、常に暗く、昼型の幻魔は不利で、夜型のそれは有利になる。マップ上には防御効果があるが、移動が困難な茂みが多い。PUKではマップ自体が水辺になっているところもかなりある。
火の国
九州地方と琉球がモデル。全7面。星落としの影響のためか、各地で火山の噴火が続いている。エリアの名に反して通常版・PUK版共に水中戦となる水辺のマップが多い。すべてのマップで明るさが変動する。
名も無き島
いつしか歴史の中から忘れ去られた島。全5面。黒巫女ムウが星落としの儀式を行っており、その魔力のためか、夜になっても明るい。この影響で常に昼型の幻魔は有利で夜型の幻魔は不利となる。なお、このエリアはストーリーモードでは1面ずつしかマップを選択できない。

### エキスパートモード
雪州関越・奥羽連山
北関東・北陸・東北がモデル。前半が雪州関越の6面、後半が奥羽連山の6面。雪に覆われた地域。エキスパートモードのため、紅（プレイヤー）に不利で蒼（CPU）が有利なマップがほとんど。明るさ変動の有無はマップによる。

### フリーモード
南蝦夷・北蝦夷
蝦夷地がモデルで、フリーモード専用マップ。両者とも8面ずつのマップ。このエリアの地形は対称形で、幻魔使いは対称線上に配置されているために地形の有利・不利はなく、勝敗は幻魔使いの能力とプレイヤーにかかっている。通常版には多くの幻魔があらかじめ召喚されているにもかかわらず魔晶石が全く無いマップもある。明るさ変動の有無はマップによる。

### トーナメントモード
霊峰富嶽
富士山がモデルだが、面の名はオリジナル。全9面。対称形のマップのため、地形の有利不利は無い。あらかじめ数体の幻魔が召喚されている。すべてのマップで明るさが変動する。

## 戦術と用語
本節ではこの項目で使われている言葉について説明する。戦術的な用語は『VM』ともほぼ共通している。

### 遠距離攻撃・術の射程と段差
遠距離攻撃と術には直線・仰角（大・中・小）・発生の3パターンがある。「直線」は文字通りまっすぐに飛ぶ攻撃で障害物を越えることができない。そればかりか、段差が2段以上あると、高地であっても射程が縮んでいく。逆に、「仰角」タイプは2段以上の高地からの射程距離が伸びていく。加えて「仰角（中）」なら一部の障害物もこえて、「仰角（大）」ならば壁以外の全ての障害物とユニットの頭越しに攻撃できる。「発生」は壁や障害物・ユニットの有無を無視することができるが、段差が2段以上あると射程が縮む。
このように2段以上の差があると「仰角」タイプでなければ射程が縮むため、隣接しているかのように見えるユニットも2段以上上もしくは下のユニットに隣接攻撃ができない。周囲攻撃系の術は3段以上の差のあるユニットには効果を及ぼすことはない。

### 移動タイプ
大まかに言うと、「歩」「泳」「飛」の三つがある。「歩」は陸上のみ移動できる。「歩（泳）」となっているユニットは水中や沼地にも進入できるが、水中では移動力を+1必要とする。逆に「泳」は沼地と水中のみの移動タイプで、「泳（歩）」は陸上でも移動できるが陸での移動にはさらに+1の移動力が消費される。他に特殊なものとして「歩+泳」タイプと「龍歩」がある。前者は水陸共に移動時のペナルティを受けない。後者は龍脈という特殊な地形しか移動できない。龍脈であれば水中でも移動できるが、「歩（泳）」と同様余計に移動力を消費する。また、いずれのタイプも上の段に登る場合には必要移動力が+1される。また、藪などの特殊な地形でも移動力が余計に消費される。
これに対し、「飛」はどのような地形でも、同じ移動力しか消費しない。さらに段差を飛び越えることもできる上、ZOCの影響も受けないため、壁以外ならどこにでも自在に移動できる。水中や沼地は飛び越えることはできるが、その中に入って待機することはできない。「飛+泳」ならば水中や沼地にも進入できる。
アマゴイやヒデリの術（『VM』では「アップタイト」「ダウンタイト」）によって水位が変化し、「歩」「飛」タイプのいる場所が水中に、「泳」タイプの場所が陸上になることがある。このとき、本来移動できる地形に戻れなければ毎ターン3ポイントずつダメージを受けてしまう上、「待機」以外の一切の行動ができない。
なお、『VM』には「歩+泳」「飛+泳」「龍歩」タイプはない。

### 素早さと隙
『VM』シリーズはいわゆるユニットターン制のため、ユニットごとにターンが回ってくる。次のターンまでの間は「隙（『VM』ではOA）」と呼ばれるが、これは行動の種類と素早さに左右される。つまり、同じ行動をとっても、素早さの高い方が先にターンが回ってくるようになっている。
また、行動内容も「隙」に大きな影響を与える。例えば、その場での待機が最も早く次のターンが回ってくるようになるのに対し、移動した後に召喚・術を使用するとなかなか次のターンが始まらない。また、攻撃も隣接攻撃は比較的早く再行動できるのに対し、遠距離攻撃は次の行動までに時間がかかる。
隙の調整は様々な戦術に関わる。こちらが敵に攻撃を加えられる機会があっても、その攻撃で倒せないならば待機しておくことで、接近してきた敵を複数の幻魔で叩ける場合がある。またキオノヅノといった、2体以上の遠距離攻撃を持つ幻魔の隙を合わせてやると、広い範囲の敵幻魔を確実に倒せる場合がある

### 夜型と昼型
明るさが変動するマップでは、幻魔によっては強化・弱化される。昼の時間帯（8 - 16時）は昼型の幻魔のステータスは移動力と素早さ以外+2されるのに対し、夜型の幻魔は移動力と素早さ以外－2される。夜の時間帯（20 - 4時）はその逆になる。朝（4 - 8時）と夕方（16 - 20時）はどの幻魔にも影響は無い。前述のようにマップの中には明るさが固定されているものもあり、その場合は時間帯に関わらず明るさは変わらない。

## 機種・パッケージによる違い

### Win版
VM JAPAN 初回限定版
2002年6月27日に販売されたオリジナル。CD-ROM版とDVD-ROM版があり、DVD版ではBGMにWAVを選択する事ができる。特典として『オリジナルサウンドトラック「VM JAPAN」』と『 交響幻想曲「白き魔女」』の2枚のCDが同梱。
VM JAPAN パワーアップキット〜富嶽幻遊記〜
2002年9月27日に発売されたパワーアップキットの単品。『VM JAPAN』本体は同梱されていないため、別途本体が必要。PUK自体はCD-ROMのみだが、CD-ROM版とDVD-ROM版のどちらにも対応。
VM JAPAN スペシャルパック
2002年9月27日に発売。初回限定版とPUKの同梱版。
VM JAPAN +パワーアップキット「富嶽幻遊記」（普及版）
2005年12月23日発売。価格を下げ、DVDケースサイズのスリムパッケージを採用。PUKを同梱。
VM JAPAN +パワーアップキット「富嶽幻遊記」（Vista対応版）
2007年3月29日発売。Windows Vistaに正式対応したもの。PUKを同梱。

### PS2版
PS2版は通常版をベースにしているが、いくつかの変更点もある。
- 声優の追加。
- パッケージと幻魔、オープニングの幻魔使いのイラストが新たに描き下ろされる。
- 戦闘マップ選択画面が大幅に変更される。
- イベントバトルの追加。そのためのマップも新たに追加され、勝利条件も異なる場合がある。
- 幻魔使いとして選択できないサブキャラが追加された（イベントバトルに関わる）。
- 「村祭り」の特典の変更。

## CD
- オリジナルサウンドトラック「VM JAPAN」（NW10102500、2002年6月27日発売、2980円）

## 書籍
- VM JAPAN完全攻略ガイド コンプティーク編・著 (角川書店)、2002年：ISBN 4-0470-7088-2
- ヴァンテージ・マスターシリーズ ビジュアルブック（新紀元社）、2003年：ISBN 4-7753-0176-4

『VM』『VM JAPAN』およびPUKの設定資料やラフ画などが公開されている。カバーはリバーシブルで、表が『VM JAPAN』、裏が『VM』になっている。また、表紙には「トキノオツ」なる「いんちき民話」もある。ただし、2003年発行のため、PS2版の資料はない。

## VM JAPAN 幻符乱戦記
2006年にアーケードゲームとしてアルゼより発売される予定であったリアルタイムストラテジーシミュレーションゲーム。アルゼがアーケードゲーム事業から撤退したため開発中止となった。